# Chico Landi
Francisco Sacco “Chico” Landi, född 14 juli 1907 i São Paulo, död 7 juni 1989 i São Paulo, var en brasiliansk racerförare. 
Landis karriär började i hemlandet på 1930-talet. Efter andra världskriget körde han grand prix-racing även i Europa. Landi körde sex formel 1-lopp i början av 1950-talet. Bästa resultatet blev en fjärdeplats i Argentina 1956, en körning han delade med Gerino Gerini.

## F1-karriär
| Säsong | Stall/Tillverkare                                                        | Poäng | Placering |
| ------ | ------------------------------------------------------------------------ | ----- | --------- |
| 1951   | Francisco Landi (Ferrari 375 F1)                                         | 0     | -         |
| 1952   | Escuderia Bandeirantes (Maserati A6GCM)                                  | 0     | -         |
| 1953   | Escuderia Bandeirantes (Maserati A6GCM) Scuderia Milano (Maserati A6GCM) | 0     | -         |
| 1956   | Officine Alfieri Maserati                                                | 1,5   | 25        |